# Кьюбитт, Марк, 5-й барон Эшкомб
Марк Кьюбитт (англ. Mark Cubitt; родился 29 февраля 1964) — британский аристократ, 5-й барон Эшкомб с 2013 года, родственник королевы Камиллы, жены Карла III. Родился в семье Марка Кьюбитта (внука 2-го барона Эшкомба) и Джульетты Вудолл. Учился в имперском колледже в Лондоне, работал в страховом бизнесе. После смерти двоюродного дяди Генри Кьюбитта, 4-го барона Эшкомба, унаследовал баронский титул. На дополнительных выборах в октябре 2022 года был избран членом Палаты лордов на место умершего графа Хьюма.
Барон женат с 1992 года на Мелиссе Хэй, дочери Чарльза Хэя и Пруденс Баркер. В этом браке родились двое сыновей, Ричард (1995) и Рональд (1997).